# 長興島臨港物流園区
長興島臨港物流園区（ちょうこうとうりんこうぶつりゅうえんく）は、遼寧省大連市の県級市瓦房店市の長興島に2007年にシンガポールIMC社（投資比率40%）、大連港集団（投資比率40%）、大連長興島臨港工業管理委員会（投資比率20%）の3社が総額4.2人民元で大連長興島港湾会社を設立し、保税物流園区を開設した。
2007年12月19日に港湾設立。1基5万tと2基の7万tバースを有し、水深が14.9mで10万t級の船舶も停泊できる。設計取扱量は300万t/年であり、付随して3km2の作業区と2009年には2km2の臨港物流園区が完成した。2010年迄に5つのバースを建設し、将来は27バースが出来る大連港の組合港として発展が期待されている集約型の港湾である。

## 現状
コンテナを基準にした貨物バースの2009年上半期の6ヵ月間の取扱量は63万tとなり、2009年1年間の目標は100万tとされた。2008年12月臨時的に国家交通部より外国の船舶が入出港を許可された。
2009年に完成した臨港物流園区には、工業団地と倉庫、物流園区、配送センターおよび建材園区と園区センターが計画されている。2009年から2010年にかけて50万m2の物流園区用地が確保されている。